# 波因特福廷
波因特福廷（英語：Point Fortin），全称为波因特福廷共和自治市（Republic Borough of Point Fortin），是加勒比海岛国特立尼达和多巴哥特立尼达岛西南部的一座城市，位于圣费尔南多西南部32千米，建立于1783年，2011年人口20,161，人口密度为每平方千米809人，总面积23.88平方千米，海拔高度9米。